# Kościół św. Michała Archanioła i Matki Bożej Wspomożenia Wiernych w Rogalinku
Kościół świętego Michała Archanioła i Matki Bożej Wspomożenia Wiernych w Rogalinku – rzymskokatolicki kościół parafialny należący do parafii pod tym samym wezwaniem (dekanat Poznań-Starołęka archidiecezji poznańskiej).
Jest to świątynia wzniesiona w latach 1682–1712. Ufundowana została przez sufragana wielkopolskiego Hieronima Wierzbowskiego. W latach 1779 i 1875 była restaurowana. W 1964 roku ks. arcybiskup Antoni Baraniak nadał świątyni tytuł: „Sanktuarium Matki Boskiej Wspomożenia Wiernych”. W 1968 roku budowla była remontowana i konserwowana pod kierownictwem Józefa Berdyszaka. W sierpniu 2002 roku została okradziona.
Budowla jest drewniana, jednonawowa, wybudowana została w konstrukcji zrębowej. Nie jest orientowana, do jej budowy użyto drewna sosnowego. Kościół jest salowy, bez wydzielonego prezbiterium z nawy, zamknięty jest trójbocznie, z boku przylega do niego zakrystia. Od frontu nawy jest umieszczona kruchta. Świątynię nakrywa dach jednokalenicowy, pokryty gontem. Nad nawą w części frontowej znajduje się blaszana, czworokątna wieżyczka na sygnaturkę. Zwieńcza ją cebulasty blaszany dach hełmowy z latarnią. Wnętrze kościoła zostało oszpecone – pomalowane zostało brązową farbą olejną i założona została betonowa posadzka. Strop płaski obejmuje nawę i prezbiterium. Chór muzyczny jest podparty dwoma profilowanymi słupami i charakteryzuje się wybrzuszonym parapetem w części centralnej. Ołtarz główny, dwa boczne i ambona reprezentują styl barokowy i pochodzą z końca XVIII wieku. Późnogotycka rzeźba Madonny słynąca łaskami powstała w XVII wieku. Kropielnica została wykonana z czarnego marmuru. Krzyż procesyjny jest ozdobiony krucyfiksem późnogotyckim wykonanym na początku XVI wieku. Stacje Drogi Krzyżowej zostały wyrzeźbione w drewnie lipowym w latach 60. XX wieku.

## Szlaki turystyczne i pielgrzymkowe
Obok kościoła przebiega  szlak turystyczny Osowa Góra – Sulęcinek i szlaki pątnicze – Wielkopolska Droga św. Jakuba oraz Wielkopolski Szlak Świętego Zygmunta Szczęsnego Felińskiego. Na przystanku autobusowym w centrum wsi kończy się  szlak pieszy Wiórek – Rogalinek.
Rogalinek jest także punktem startowym Drogi Opanowania – jednego z przyrodniczych szlaków pielgrzymkowo-turystycznych Rogalińskie Drogi, utworzonych z okazji 200-lecia kościoła pw. św. Marcelina w Rogalinie. Dla tego szlaku entomolog, Mateusz Kęsy, napisał broszurę przyrodniczą pt. „O owadach i ekologii, nie tylko nad Wartą”.